# Nannocampus subosseus
Nannocampus subosseus és una espècie de peix de la família dels singnàtids i de l'ordre dels singnatiformes.

## Morfologia
- Els mascles poden assolir 9,1 cm de longitud total.[3][4]

## Reproducció
És ovovivípar i el mascle transporta els ous en una bossa ventral, la qual es troba a sota de la cua.

## Hàbitat
És un peix marí de clima subtropical que viu entre 3-8 m de fondària.

## Distribució geogràfica
Es troba a Austràlia Occidental.